# ديريك براونلي
ديريك براونلي هو مصرفي وسياسي بريطاني، ولد في 10 أغسطس 1974. نشط حزبياً في الاسكتلنديون المحافظون ‏. في الانتخابات النيابية العمومية الاسكتلندية 2007 ‏، انتخب عضو البرلمان الاسكتلندي الثالث ‏ عن دائرة South of Scotland (Scottish Parliament electoral region) ‏ وقد انضم خلال فترته النيابية ‏ (3 مايو 2007 – 22 مارس 2011) للكتلة البرلمانية الاسكتلنديون المحافظون ‏ وانتخب عضو البرلمان الاسكتلندي الثاني ‏ عن دائرة South of Scotland (Scottish Parliament electoral region) ‏ وقد انضم خلال فترته النيابية ‏ (1 سبتمبر 2005 – 2 أبريل 2007) للكتلة البرلمانية الاسكتلنديون المحافظون ‏.